# The Ivy League
The Ivy League war eine britische Popband der 1960er Jahre, die 1964 von dem Songwriter-Duo John Carter und Ken Lewis gegründet wurde.

## Bandgeschichte
Diese hatten bereits Ende der 1950er Jahre die Band Carter-Lewis and the Southerners gegründet, zu der noch Vivian Prince gehörte (später u. a. bei den Pretty Things und Jeff Beck) sowie Jimmy Page (später u. a. Yardbirds und Led Zeppelin). Von dieser Gruppe erschienen von 1961 bis 1963 insgesamt sieben Singles auf den Labels Ember, Piccadilly und Oriole. Im November 1963 gelang der Gruppe mit dem Titel Your Momma’s Out Of Town ein Hit.
John Carter war zu dieser Zeit schon sehr erfolgreich als Songwriter für Brenda Lee, die Herman’s Hermits, die Nashville Teens oder P. J. Proby.
Ende 1964 gründeten John Carter und Ken Lewis The Ivy League und holten den Gitarristen Perry Ford hinzu, einen erfahrenen Musiker, der schon in vielen Begleitbands gespielt und 1960 für Adam Faith die Hitsingle Someone Else’s Baby geschrieben hatte.
Die Gruppe nannte sich The Ivy League nach ihren Auftrittsklamotten (gestreifte Jacketts und dunkelgraue Hosen), die den damaligen Schulanzügen der amerikanischen Collegestudenten sehr ähnelten.
Wie die Rockin’ Berries hatten die Ivy League eine Vorliebe für satte Produktionen und Falsettgesang nach Art der Four Freshmen oder der Four Seasons. Sie verwendeten ausschließlich solches Material.
Schnell kam die Gruppe mit Tokens-ähnlichen Balladen in die britischen und amerikanischen Charts, wobei teilweise drei Titel gleichzeitig in der englischen Hitparade vertreten waren. Bereits ihre zweite Single, Funny How Love Can Be, wurde ein Top-10-Hit. Ihr größter Erfolg, Tossin' and Turnin’ (Platz 3), war die Coverversion eines US-Nummer-eins-Hits von Bobby Lewis. Dieser Titel war der einzige, der sich in den US-Charts platzieren konnte, er erreichte Platz 83.
Der Sänger Tony Burrows (vorher bei den Kestrels, später u. a. bei den Flower Pot Men, Edison Lighthouse oder Brotherhood of Man) ersetzte Ende 1965 den ausscheidenden John Carter, zur gleichen Zeit stieg auch Neil Landon (später bei Fat Mattress) bei Ivy League ein.
Auch 1966 und im Sommer 1967 erschienen noch Platten von ihnen, aber bis dahin waren aus The Ivy League die Flowerpot Men geworden – ebenfalls zusammengestellt von John Carter und Ken Lewis.

## Diskografie

### Alben
- 1965 This Is The Ivy League (Piccadilly 38015)

Nach der Auflösung der Gruppe erschienen noch zahlreiche Sampler, z. B.
- 1967 Sounds Of The Ivy League (Marble Arch MAL 741)
- 1968 Tomorrow Is Another Day (Marble Arch MAL 821)[6]

### EPs
- 1965 Funny How Love Can Be: Funny How Love Can Be / What More Do You Want // Lonbely Room / Wait A Minute (Piccadilly 34038)
- 1965 Tossin’ And Turnin’: Tossin’ And Turnin’ / That’s Why I’m Crying // A Girl Like You / Graduation Day (Piccadilly 34042)
- 1965 The Holly And The Ivy League: The Holly And The Ivy League / Once In Royal David’s City // Good King Wenceslas / Silent Night (Piccadilly 34046)
- 1965 Our Love Is Slipping Away: Our Love Is Slipping Away / Don’t Think Twice It’s Alright // Don’t Worry Baby / Make Love (Piccadilly 34048)

### Singles
Aufgeführt sind alle in Großbritannien erschienenen Singles der Gruppe. Informationen in folgender Reihenfolge: Erscheinungsjahr, A-Seite / B-Seite, (UK-Katalognummer), UK # = Platzierung in den britischen Charts, US # = Platzierungen in den US-Billboard-Charts
- 1964 What More Do You Want / Wait A Minute (Piccadilly 35200)
- 1965 Funny How Love Can be / Lonely Room (Piccadilly 35222) UK #6
- 1965 That’s Why I’m Crying / A Girl Like You (Piccadilly 35228) UK #19
- 1965 Tossin’ And Turnin’ / Graduation Day (Piccadilly 35251) UK #3, US #83; US-Katalognummer: Cameo 377
- 1965 Our Love Is Slipping Away / I Could Make You Fall In Love (Piccadilly 35267) UK #24
- 1966 Running Around In Circles / Rain Rain Go Away (Piccadilly 35294)
- 1966 Willow Tree / One Day (Piccadilly 35326)
- 1966 My World Fell Down / When You’re Young (Piccadilly 35349)
- 1967 Four And Twenty Hours / Arrivederci Baby (Piccadilly 35365)
- 1967 Thank You For Loving Me / In The Not Too Distant Future (Piccadilly 35386)
- 1967 Suddenly Things / Tomorrow Is Another Day (Piccadilly 35397)